# 에두아르도 폰달

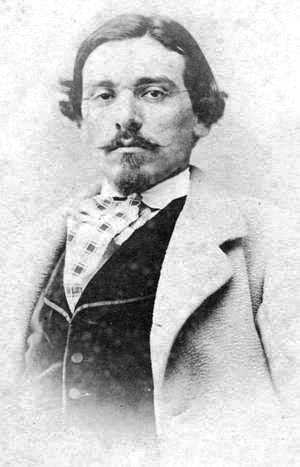
에두아르도 폰달

에두아르도 마리아 곤잘레스 폰달 에 아벤테(갈리시아어: Eduardo María González-Pondal e Abente 스페인어: Eduardo María González-Pondal e Abente, 1835년 2월 8일 ~ 1917년 3월 8일)은 스페인 갈리시아 지방의 시인이었다.
7명의 자녀를 둔 어느 가정에서 막내로 태어난 그는 갈리시아에 관한 시나 문학 등을 많이 썼다. 그 예로, 갈리시아 지방 국가인 소나무가 대표적이다.